# Józef Aleksander Lubomirski
Ne doit pas être confondu avec Józef Karol Lubomirski ou Józef Lubomirski (1751-1817).
Józef Aleksander Lubomirski (1751-17 juillet 1804), prince polonais de la famille Lubomirski, staroste de Romanów (1774-1817), castellan de Kiev (1790-1795)

## Biographie
Józef Aleksander Lubomirski est le fils de Stanisław Lubomirski et de Ludwika Honorata Pociej.
Entre 1786 et 1788, il commande le 12e Régiment royal d'infanterie, puis le 5e Régiment royal d'infanterie. Il soutient la constitution du 3 mai, mais prétend qu'il est malade pour ne pas participer à sa défense. et reste en service pendant la Confédération de Targowica Il est nommé lieutenant-général en 1792 et est affecté à la 4e Division de Kamianets-Podilsky.
Il est l'un des plus puissants magnats polonais et un pionnier de l'industrialisation du pays. Il possède quelques usines comme une manufacture de faïence à Korzec. Il est franc-maçon. Il est aussi chevalier de l'ordre de l'Aigle blanc et l'ordre de Saint-Stanislas. En 1773, il reçoit l'ordre de Saint-Hubert.

## Mariage et descendance
Il épouse Ludwika Sosnowska (pl), fille de Józef Sylwester Sosnowski qui lui donne pour enfants :
- Henryk Ludwik Lubomirski (1777-1850)
- Fryderyk Wilhelm Lubomirski (1779-1848)
- Helena Lubomirska (1783-1876)